# Сосна густая
Сосна густая (лат. Pinus densata) — вид вечнозелёных хвойных деревьев рода Сосна, эндемик Китая.

## Ботаническое описание
Деревья достигают в высоту 30 м, ствол диаметром до 1,3 метра, в молодом возрасте покрыт красновато-коричневой корой, со временем она приобретает тёмный серо-коричневый цвет. Кора чешуйчатая с пластинами неправильной формы, разделёнными продольными трещинами; шишки глянцевые, шоколадно-коричневого цвета; иглы длиной от 8 до 14 сантиметров. Крона на молодых деревьях яйцевидно-конической формы, с возрастом становится широко-яйцевидной.

## Распространение и экология
Ареал находится в Китае, в высокогорных районах, на высотах 2600—4200 метров над уровнем моря. Встречается в провинциях Цинхай (на юге), Сычуань (на западе), Сицзан (на юго-востоке), Юньнань.
Образует чистые леса в высокогорных районах, ниже 3000 м может входить в смешанные с участием Pinus armandii и Pinus yunnanensis.
Морфологически вид находится между Pinus yunnanensis и Pinus tabuliformis. Молекулярные данные подтверждают гипотезу о том, что вид Pinus densata возник как естественный гибрид двух видов, появившийся в третичном периоде.
В связи с труднодоступностью мест произрастания не имеет заметного хозяйственного значения, однако может использоваться в лесном строительстве для озеленения высокогорных территорий.

## Таксономия
Pinus densata Mast., 1906, Journal of the Linnean Society, Botany 37(262): 416–417. 
Синонимы:
- Pinus densata subsp. tibetica Businský
- Pinus prominens Mast.
- Pinus sinensis var. densata (Mast.) Shaw
- Pinus tabuliformis var. densata (Mast.) Rehder